# Вель-э-Комон
Вель-э-Комо́н (фр. Vesles-et-Caumont) — коммуна во Франции, находится в регионе Пикардия. Департамент коммуны — Эна. Входит в состав кантона Марль. Округ коммуны — Лан.
Код INSEE коммуны — 02790.

## Население
Население коммуны на 2010 год составляло 234 человека.
| 1962 | 1968 | 1975 | 1982 | 1990 | 1999 | 2010 |
| ---- | ---- | ---- | ---- | ---- | ---- | ---- |
| 243  | 233  | 198  | 178  | 182  | 194  | 234  |

## Экономика
В 2010 году среди 153 человек трудоспособного возраста (15—64 лет) 122 были экономически активными, 31 — неактивными (показатель активности — 79,7 %, в 1999 году было 68,0 %). Из 122 активных жителей работали 101 человек (57 мужчин и 44 женщины), безработных было 21 (12 мужчин и 9 женщин). Среди 31 неактивных 7 человек были учениками или студентами, 14 — пенсионерами, 10 были неактивными по другим причинам.